# Northrop Grumman B-21

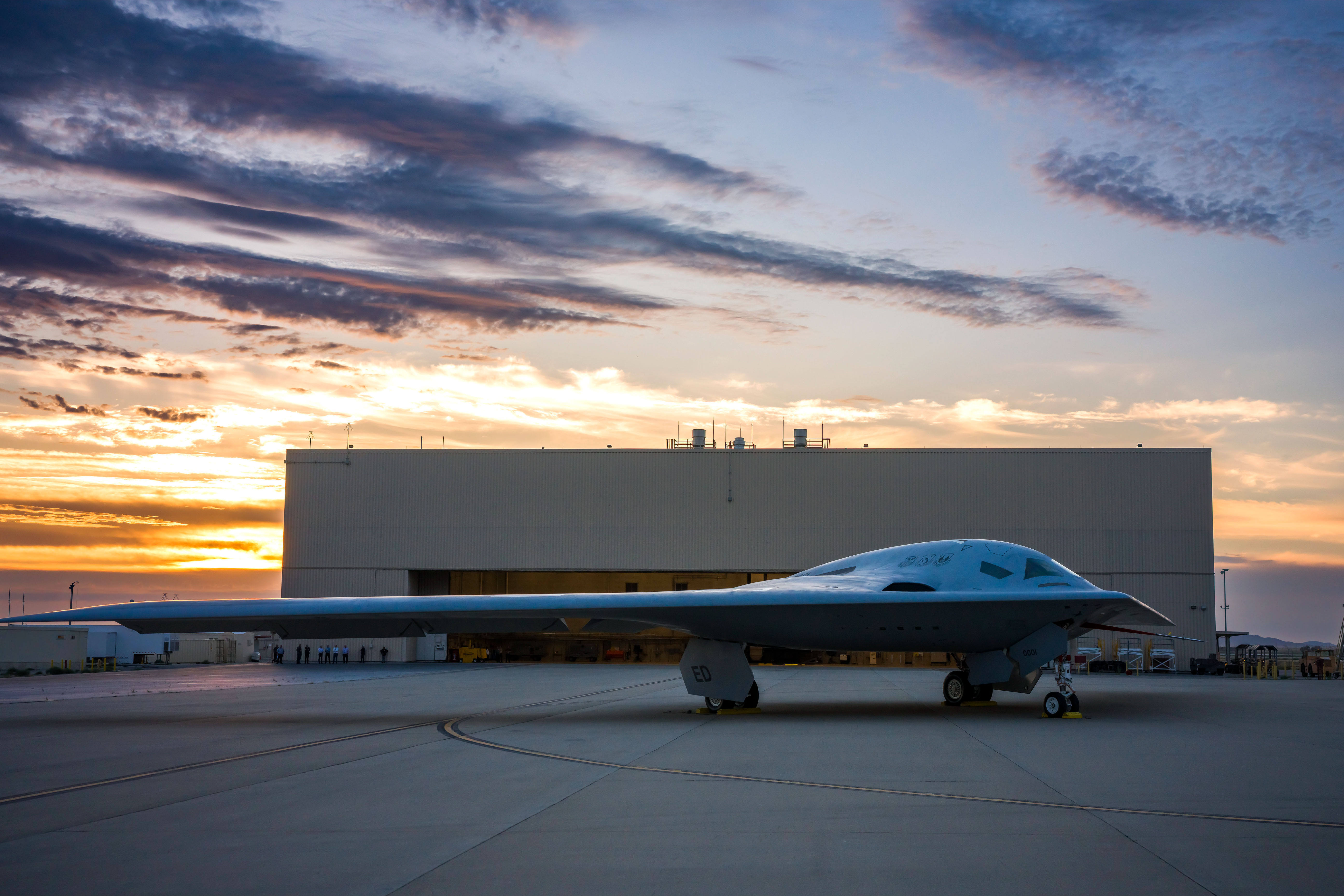
B-21 in Palmdale

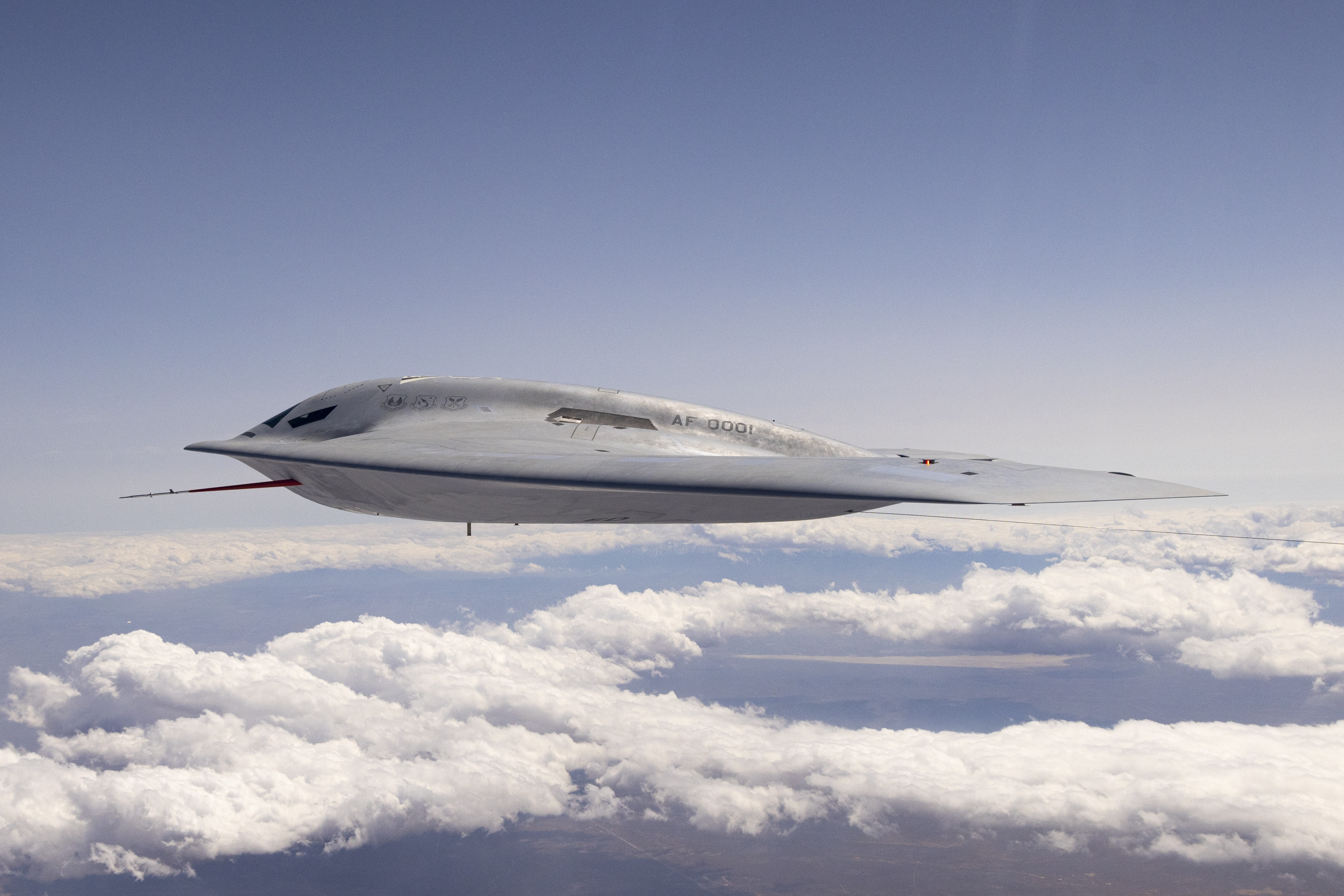
Testflug

Die Northrop Grumman B-21 Raider ist ein in Entwicklung befindlicher strategischer Langstreckenbomber der United States Air Force. Die als Nurflügler-Tarnkappenflugzeug ausgelegte B-21 soll ab Mitte der 2020er Jahre die Rockwell B-1 und Northrop B-2 ablösen, wobei eine Gesamtstärke von mindestens 100 Maschinen geplant ist. Die logische Fortführung der Bezeichnung nach B-1 und B-2 wäre die „B-3“ gewesen. Mit der auf B-21 geänderten Bezeichnung soll hervorgehoben werden, dass es sich um einen Bomber des 21. Jahrhunderts handelt. Der Beiname Raider bildet eine Hommage an den Doolittle Raid.

## Entwicklungsgeschichte
Im Jahr 2011 wurde das Programm zur Entwicklung eines neuen Langstreckenbombers gestartet, dem LRS-B (Long Range Strike Bomber). Das US-Verteidigungsministerium teilte am 27. Oktober 2015 mit, dass Northrop Grumman den Entwicklungsvertrag zum neuen Langstreckenbomber erhalten habe. Dieser erste Auftrag umfasste 21 Flugzeuge. Ein einzelnes Flugzeug soll dabei nicht mehr als 550 Millionen US-Dollar kosten. Der Bomber wird von Northrop Grumman mit seinen B-2-Erfahrungen hergestellt. Das Auftragsvolumen beträgt geschätzt 80 Milliarden US-Dollar (2015), ein Viertel davon für Forschung und Entwicklung.
Die Indienststellung war ursprünglich für 2025 geplant, wobei (Stand 2015) insgesamt 100 Bomber gekauft werden sollten. Im Februar 2021 waren zwei Maschinen der B-21 im Bau, im Februar 2022 bereits sechs im Werk 42 (englisch Plant 42) in Palmdale. Im März 2022 wurde mitgeteilt, dass Bodentests begonnen haben.
Am 2. Dezember 2022 wurde der neue Bomber im Rahmen einer von Northrop Grumman ausgerichteten Zeremonie enthüllt und der Öffentlichkeit vorgestellt. Die B-21 war nur von vorn sichtbar – Flügelform und Heck waren nicht erkennbar. Das Bugfahrwerk wie auch die beiden Hauptfahrwerke bestehen jeweils aus zwei Rädern. Dieses erste Flugzeug wurde auf die gleiche Weise hergestellt wie die Serienflugzeuge. Einen Prototyp im herkömmlichen Sinne gab es nicht.
Ende Juli 2023 erklärte die Konzernchefin von Northrop Grumman, Kathy Warden, dass die Systeme des ersten Flugzeugs bereits im ersten Quartal 2023 eingeschaltet worden seien und das Programm auf Kurs sei. Der Erstflug der Testmaschine der B-21 aus Palmdale wurde am 10. November 2023 durch Amateur-Videos in sozialen Medien gezeigt. Am selben Tag bestätigte eine Sprecherin der United States Air Force, dass die B-21 mit Flugtests begonnen habe. Das Flugzeug landete für die Erprobung auf der Edwards Air Force Base. Bei den fünf ersten Teillieferungen der B-21 rechnet der Hersteller mit keinem finanziellen Gewinn.

## Nutzer
Die US Air Force plant die Nutzung durch Verbände in
- Dyess Air Force Base
- Ellsworth Air Force Base
- Whiteman Air Force Base